# Leia Brebner-Holden
Pour les articles homonymes, voir Holden.
Pas d'image ? Cliquez ici

a Compétitions nationales et continentales officielles uniquement.

b Matchs officiels uniquement.
Dernière mise à jour le 31 mai 2025.
Leia Brebner-Holden, née le 26 mai 2002 à Taunton (Angleterre), est une joueuse internationale écossaise de rugby à XV qui évolue au poste de demi de mêlée. Elle joue en Angleterre, au Loughborough Lightning.

## Biographie
Née le 26 mai 2002 à Taunton en Angleterre d'un père anglais et d'une mère écossaise (originaire de Brora), Leia Brebner-Holden commence la pratique du rugby à XV aux Émirats arabes unis, avec le club des Al Ain Amblers. De retour au Royaume-Uni, elle obtient une bourse à l'université de Hartpury. Elle intègre naturellement le Gloucester-Hartpury RFC où elle bénéficie d'une double-licence qui lui permet de jouer aussi avec les Cheltenham Tigers en deuxième division.
Sélectionnée pour le Tournoi des Six Nations 2024 avec l'équipe d'Écosse, le sélectionneur Bryan Easson la considère comme « la 24e/25e joueuse du groupe », soit aux portes de l'équipe nationale. Durant l'été, elle joue avec le statut hors catégorie avec l'équipe d'Écosse des moins de 20 ans lors de la Summer Series en Italie. 
Convoquée pour le WXV 2024, elle gagne sa première sélection lors du match de préparation face au pays de Galles. Elle signe ensuite au Loughborough Lightning. Sélectionnée pour le Six Nations 2025, elle joue quatre matchs.

## Palmarès
- Vainqueur du Championnat d'Angleterre de 2e division nord.